# 택사
택사(澤瀉)는 택사과의 여러해살이풀로 학명은 Alisma canaliculatum이다.

## 특징
잎은 뿌리로부터 뻗어나오는데, 잎자루가 있고 잎몸은 피침형으로 길이는 10-15cm 정도가 된다. 한편, 꽃줄기는 높이가 50cm-1m 정도로 여러 개의 곁가지가 3개씩 돌려나 있다. 8-9월경이 되면 여러 개의 꽃이 곁가지에 달린다. 꽃은 양성화로 3개의 흰색 꽃잎과 3개의 꽃받침조각을 가지고 있다. 수술은 6개가 있으며, 심피는 여러 개가 있다. 열매는 수과인데, 편평한 달걀 모양을 하고 있다.